# Stanisław Jędryka

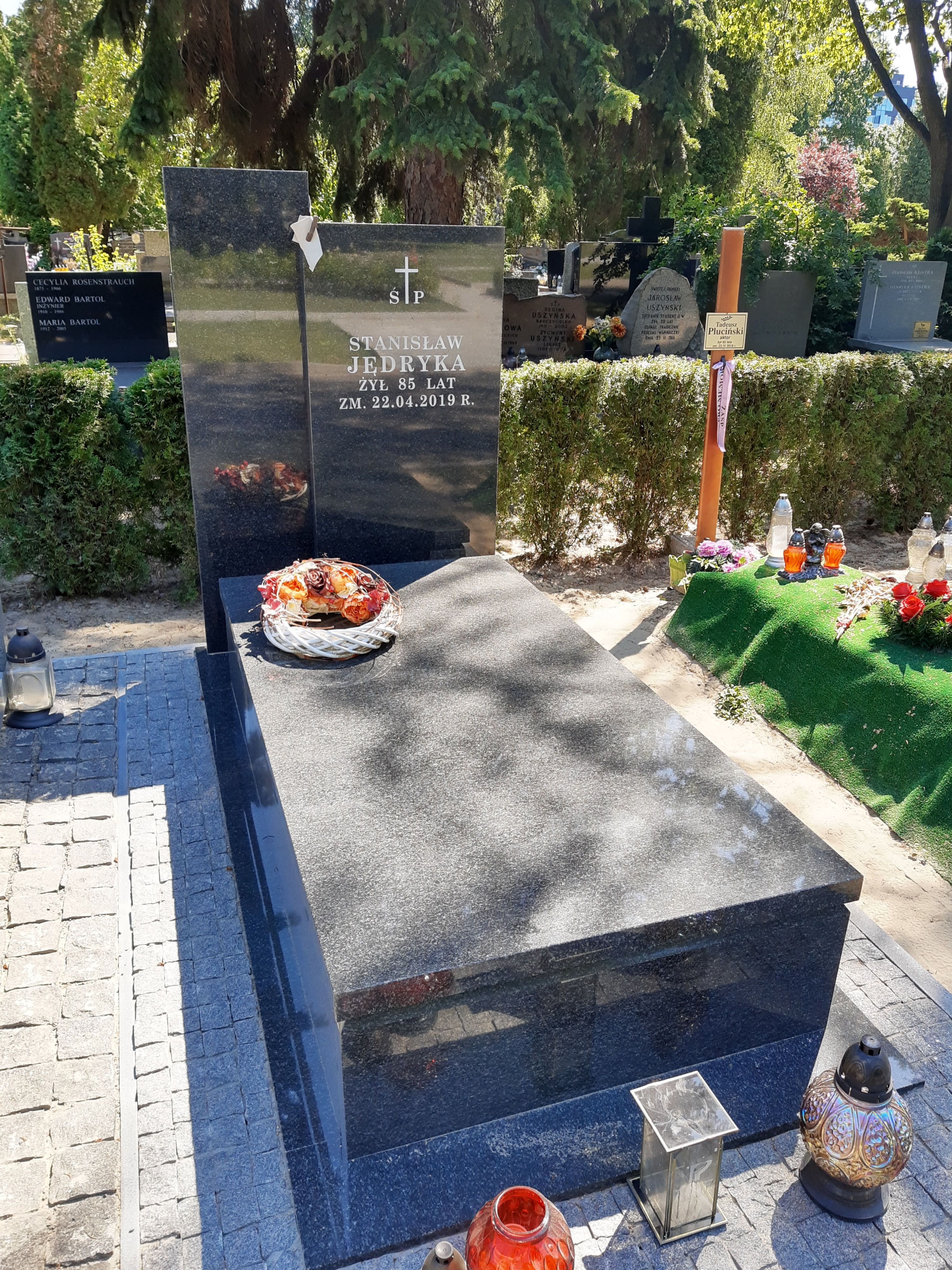
Grób Stanisława Jędryki na cmentarzu Wojskowym na Powązkach

Stanisław Józef Jędryka (ur. 27 lipca 1933 w Sosnowcu, zm. 22 kwietnia 2019 w Warszawie) – polski reżyser i scenarzysta filmowy, głównie twórca filmów i seriali dla młodzieży.

## Życiorys
W 1951 roku ukończył III Liceum Ogólnokształcące im. Bolesława Prusa w Sosnowcu. W 1956 roku ukończył studia na Wydziale Reżyserii Filmowej i Telewizyjnej Państwowej Wyższej Szkoły Filmowej w Łodzi. Pierwsze jego głośne filmy to: serial telewizyjny Do przerwy 0:1 oraz jego kinowa wersja Paragon gola!. Kolejne przygodowe seriale telewizyjne: Wakacje z duchami oraz nakręcony w 1971 roku Podróż za jeden uśmiech przeszły do klasyki filmu polskiego, a jego film fabularny Koniec wakacji z 1974 otrzymał wiele nagród i wyróżnień. 
Zmarł 22 kwietnia 2019 roku, pochowany 8 maja 2019 w Alei Zasłużonych na cmentarzu Wojskowym na Powązkach w Warszawie (kwatera G-tuje-44).

## Życie prywatne
W latach 1960–1965 jego żoną była aktorka Joanna Jędryka. Nie miał dzieci.

## Filmografia
Reżyser
- 1954: Ostatni wieczór (etiuda studencka)
- 1955: Stara cegielnia (film absolutoryjny)
- 1958: Stadion (film eksperymentalny)
- 1960: Zbieg (film dyplomowy)
- 1962: Dom bez okien
- 1965: Wyspa złoczyńców
- 1966: Powrót na ziemię
- 1967: Katarynka (na podstawie noweli B. Prusa)
- 1969: Do przerwy 0:1 (serial)
- 1969: Paragon gola
- 1970: Wakacje z duchami (serial)
- 1971: Kamizelka (na podstawie noweli B. Prusa)
- 1971: Podróż za jeden uśmiech (serial)
- 1972: Podróż za jeden uśmiech (film)
- 1973: Stawiam na Tolka Banana (serial)
- 1974: Koniec wakacji
- 1975: Szaleństwo Majki Skowron (serial)
- 1976: Najlepsze w świecie
- 1978: Zielona miłość (serial)
- 1979: Zielone lata
- 1980: Przypadki Piotra S.
- 1981: Amnestia
- 1982: Do góry nogami
- 1984: Umarłem, aby żyć
- 1985: Jesienią o szczęściu
- 1986: Kino objazdowe
- 1987: Sami dla siebie
- 1988: Banda Rudego Pająka (serial)
- 1989: Po własnym pogrzebie
- 1989: Urodzony po raz trzeci
- 1992: Czy ktoś mnie kocha w tym domu?
- 1995: Tolek Banan i inni (film dokumentalny)
- 1997: Życie jak film
- 1998: Łukasz (Teatr Telewizji)
- 1999: Wypadek (Teatr Telewizji)
- 1999: Marek (film dokumentalny)
- 2000: Tajemnica zwyczajnego domu (Teatr Telewizji)

Aktor
- 2009–2010: Na dobre i na złe jako reżyser

Bohater
- 2014: Zalewajka mojej mamy
- 2018: Całe życie w kinie

Źródło.

## Odznaczenia i nagrody
- 1973: Nagroda Komitetu ds. Radia i Telewizji za filmy seryjne dla dzieci[1]
- 1975: II nagroda jury, Srebrne Koziołki oraz nagroda jury młodzieżowego na IV FF Dla Dzieci i Młodzieży w Poznaniu dla filmu Koniec wakacji
- 1975: Nagroda Ministra Oświaty ZSRR i Jury Dziecięcego IX MFF Dziecięcych w Moskwie dla filmu Koniec wakacji
- 1976: Złota Statuetka oraz Dyplom Irańskiego Radia i Telewizji na XI Międzynarodowym Festiwalu Filmów dla Dzieci w Teheranie dla filmu Koniec wakacji
- 1976: Nagroda Prezesa Rady Ministrów za twórczość dla dzieci i młodzieży w dziedzinie filmu za całokształt twórczości w dziedzinie reżyserii filmowych seriali telewizyjnych[1]
- 1977: III nagroda na OFFDDiM w Poznaniu za reżyserię filmu Powroty (odc. serialu Szaleństwa Majki Skowron)
- 1979: Wyróżnienie na Międzynarodowym Festiwalu Filmowym w Linzu dla filmu Koniec wakacji
- 1980: Nagroda Prezesa Rady Ministrów za twórczość dla dzieci i młodzieży[1]
- 1981: Złote Koziołki Poznańskie w kategorii fabularnych filmów aktorskich
- 1983: Srebrny Medal na XIII Międzynarodowym Festiwalu Filmowym w Moskwie w kategorii filmów dziecięcych dla filmu Do góry nogami
- 2003: Krzyż Kawalerski Orderu Odrodzenia Polski (za wybitne zasługi dla polskiej sztuki filmowej)[7][1]
- 2003: Poznańskie Platynowe Koziołki na XXIV Międzynarodowym Festiwalu Filmów Młodego Widza "Ale Kino" w Poznaniu za całokształt twórczości
- 2009: Nagroda Stowarzyszenia Filmowców Polskich za wybitne osiągnięcia artystyczne[1]
- 2013: Srebrny Medal „Zasłużony Kulturze Gloria Artis”[8][2]
- 2017: Nagroda specjalna ZAiKS-u[9]

Źródło:.

## Upamiętnienie
21 grudnia 2022 r. Rada Miejska w Sosnowcu w drodze uchwały nadała nazwę Stanisława Jędryki nowopowstałej drodze zlokalizowanej w rejonie ulicy Romualda Traugutta. 